# Toy Story Racer
Toy Story Racer es un videojuego de carreras, basado en la película Toy Story, similar a la saga de juegos de Nintendo Mario Kart. El juego fue lanzado en el 2001 para las consolas PlayStation y Game Boy Color. La versión de PlayStation también fue lanzado en PlayStation Network como PS one Classic, en julio de 2010 en América y agosto de 2010 en Europa. El juego incluye 12 personajes jugables, aunque no cuenta con ningún personaje debutado en la película Toy Story 2.

## Jugabilidad
Toy Story Racer cuenta con 12 personajes jugables.
| - Buzz Lightyear - Woody - RC - Bo Peep | - Rex - Hamm - Slinky Dog - Mr. Potato Head | - Little Green Men - Rocky Gibraltar - Lenny the Binoculars - Babyface |

En el juego hay 200 soldados de plástico para recoger, los cuales obtienes al completar carreras de diferentes tipos. 8 de los 12 personajes son desbloqueados consiguiendo la cantidad necesaria de soldados de plástico para el personaje respectivo. Los personajes iniciales son: Woody, Buzz, Bo Peep y RC.

## Reparto
| Personaje   | Actor de voz original | Doblaje de Hispanoamérica | Doblaje de España |
| ----------- | --------------------- | ------------------------- | ----------------- |
| Woody Pride | Jim Hanks             | Carlos Segundo            | Óscar Barberán    |
| Rex         | Earl Boen             | Jesús Barrero             | Pep Sais          |
| Slinky      | Jim Varney            | Carlos del Campo          | Ricky Coello      |
| Hamm        | John Ratzenberger     | Arturo Mercado            | Claudi García     |